# الدفنه
الدفنه (به عربی: الدفنة) یک عوارض جغرافیایی در قطر است که در دوحه (شهرداری) واقع شده‌است.
 الدفنه ۳٫۲ کیلومتر مربع مساحت دارد.